# Ratusz w Goudzie

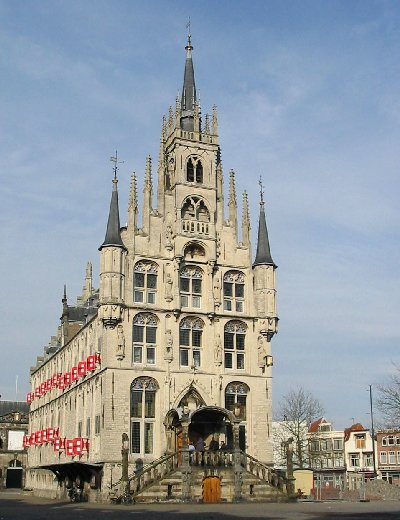
Luty, 2003

Ratusz w Goudzie niderl. Stadhuis van Gouda – sporych rozmiarów miejski budynek, powstały w 1450 roku, reprezentujący styl gotycki, siedziba miejscowych władz. Znajduje się on w rynku w mieście Gouda, w Holandii.
Budynek ratusza wznosi się w centrum miejskiego rynku. Styl budowli nawiązuje do ratuszy flamandzkich epoki gotyku. Szczególnie wyróżniają się liczne rzeźby, figury księżnych i książąt burgundzkich. Ratusz charakteryzują też wysokie szczyty z licznymi pinaklami.

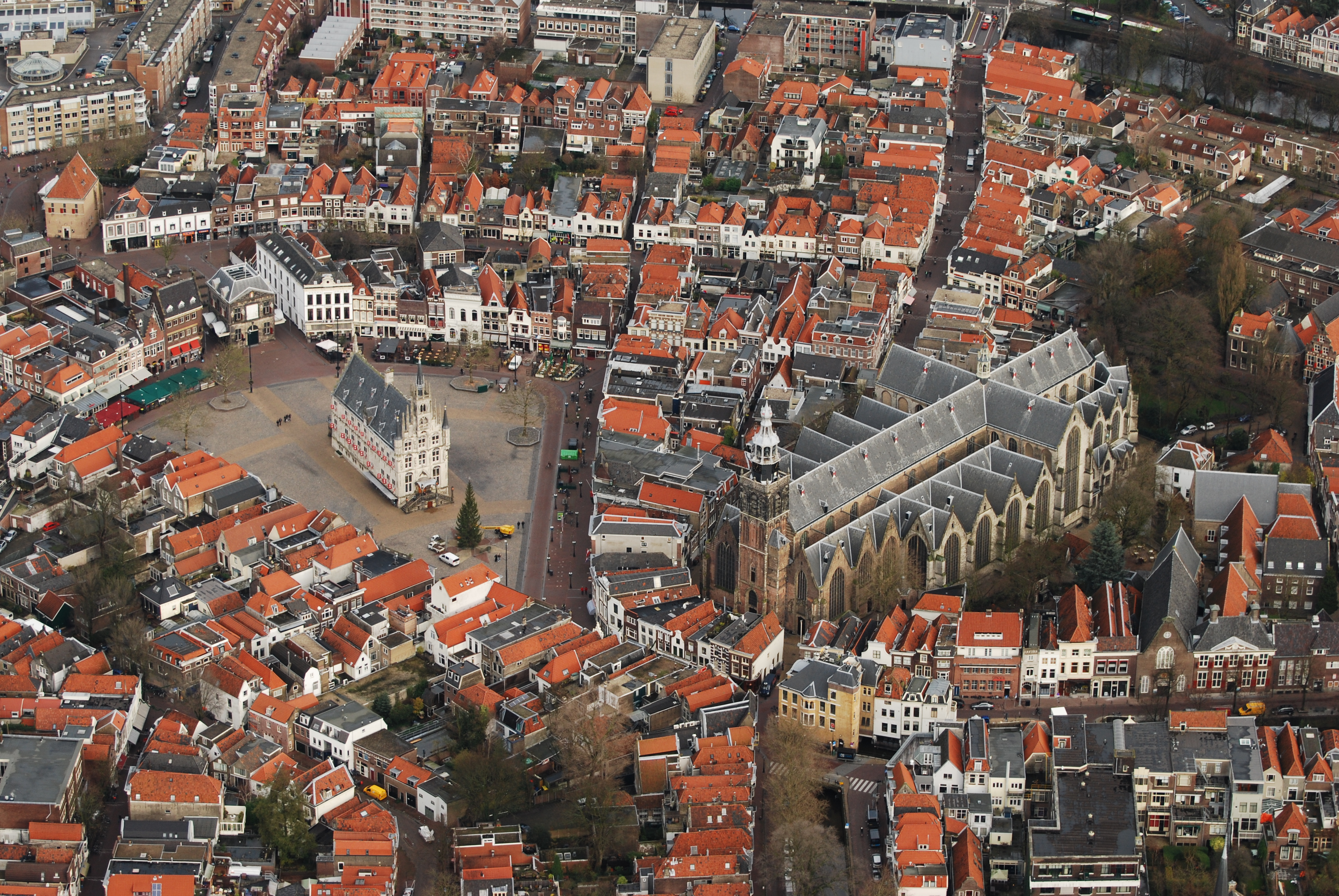
Rynek w Goudzie, ratusz pośrodku placu
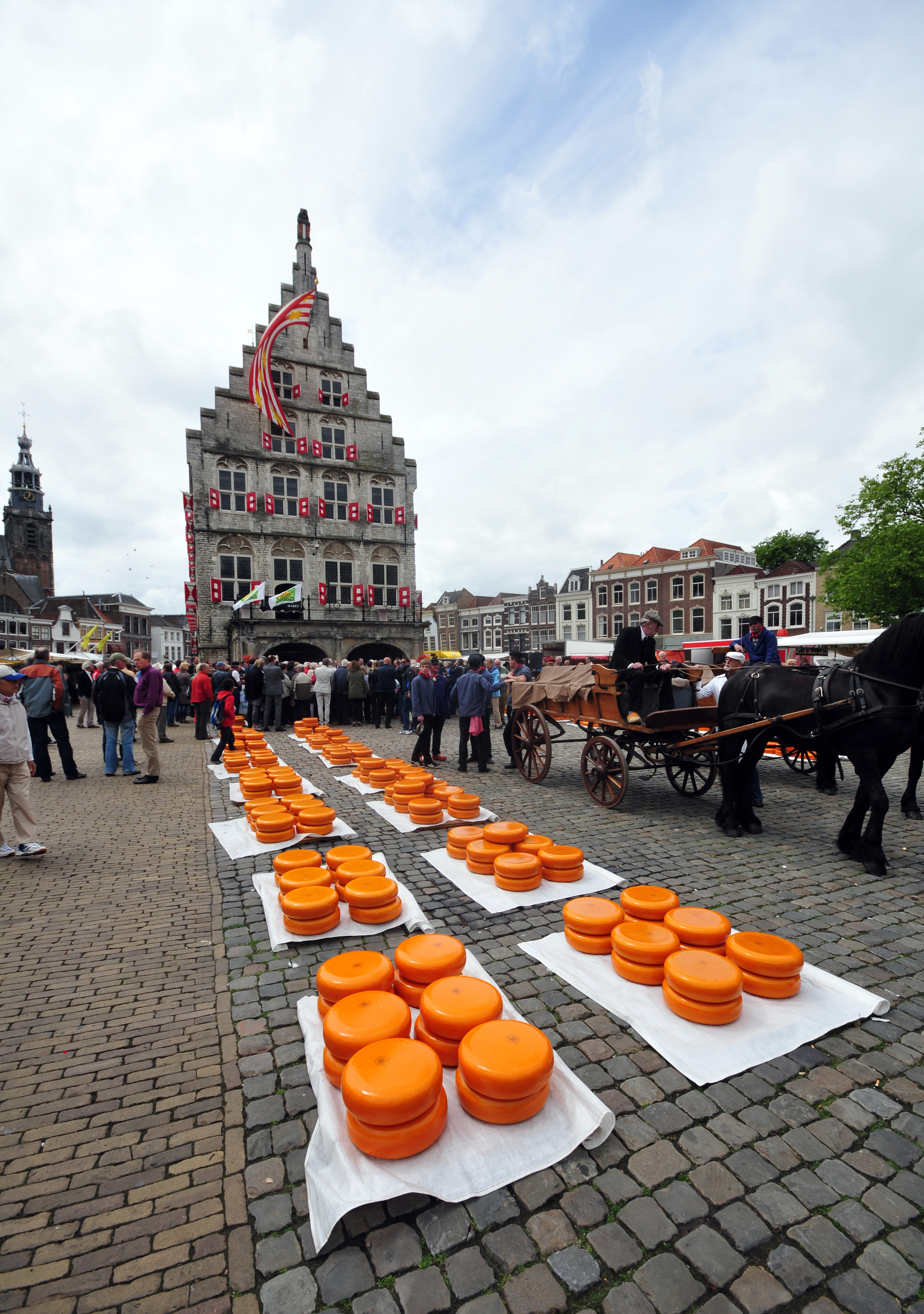
Tylna ściana ratusza podczas targów sera
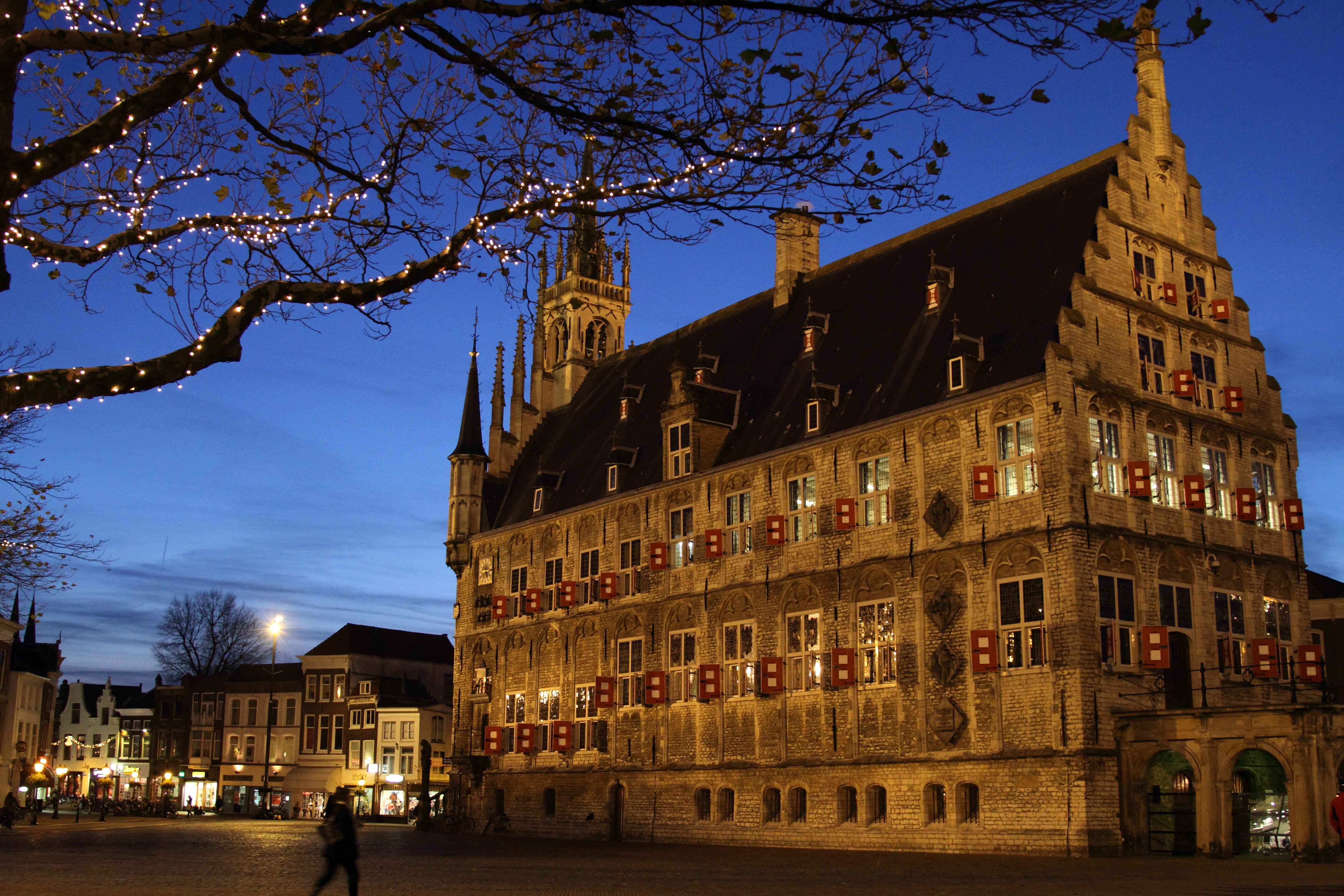
Boczna ściana ratusza o zmroku